# 丹佛大学足球场
丹佛大學足球場（英語：University of Denver Soccer Stadium）是一座位於科羅拉多州丹佛的足球專用體育場。它是丹佛大學丹佛先鋒足球隊和MLS Next Pro科羅拉多急流二隊的主場。
體育場於2009年啟用，可容納2,000人。本體育場承辦丹佛先鋒男女子足球隊NCAA的賽事。
体育场内的球场（field）在落成时曾受IT公司Ciber Inc.赞助而冠名为Ciber球场。2017年赞助公司Ciber Inc.破产。

## 外部連結
- 丹佛大学足球场